# 莱萨·索贝拉诺
莱萨·索贝拉诺（英語：Liza Soberano，1998年1月4日—）是一位拥有美国和菲律宾双重国籍的演员。她出生在加利福尼亚州圣克拉拉，在菲律宾的奎松市长大，在演艺生涯之初，她曾在数部电影和电视剧中出演配角，之后在一些浪漫喜剧和爱情片中出演主角。她的职业生涯突破点是在电视剧《Forevermore》（2014年）中与恩里克·吉尔合作。她曾获得过一次FAMAS奖、一次PMPC电视明星奖以及四次票房娱乐奖，亦曾被《尚流》杂志两度提名为亚洲最具影响力的菲律宾名人之一。

## 外部連結
- 莱萨·索贝拉诺在互联网电影资料库（IMDb）上的資料（英文）
- 莱萨·索贝拉诺的X（前Twitter）